# Andreaea alpina
Andreaea alpina är en bladmossart som beskrevs av Hedwig 1801. Andreaea alpina ingår i släktet sotmossor, och familjen Andreaeaceae. Arten har ej påträffats i Sverige. Inga underarter finns listade i Catalogue of Life.